# Иофис, Евсей Абрамович
Евсе́й Абра́мович Ио́фис (18 мая 1905, Великий Устюг — 14 сентября 1978, Москва) — советский учёный, изобретатель, специалист в области обработки киноплёнки. Лауреат Сталинской премии первой степени (1948).

## Биография
Родился в Великом Устюге Вологодской губернии (ныне — Вологодская область). С 1931 года работал на Московской объединённой фабрике «Союзкино» (с 1935 года — кинофабрика «Мосфильм»), где организовал и в дальнейшем руководил цехом обработки киноплёнки, вёл научную деятельность по разработке и освоению процессов обработки чёрно-белых и цветных киноматериалов. При его участии разработана аппаратура и технология получения цветных фильмов на многослойной киноплёнке. Работал на студии до 1953 года.
С 1933 года до конца жизни преподавал в Государственном институте кинематографии (с 1936 года — ВГИК). Доктор технических наук, профессор, автор курса «Киноплёнка и её обработка», на котором воспитал не одно поколений кинооператоров. С 1973 возглавлял кафедру кинотелевизионной техники. Автор научных трудов, а также учебников и популярных книг по фототехнике и операторскому искусству, переведённых на разные языки.
Е. А. Иофис скончался в Москве, похоронен на Востряковском кладбище.

### Семья
- жена — Раиса Ефимовна Иофис (1905—1978)[3];
- брат — Наум Абрамович Иофис (1913—2010), советский инженер-технолог[4].

## Награды и премии
- орден «Знак Почёта» (14 апреля 1944)[5];
- орден Трудового Красного Знамени (15 сентября 1948)[6];
- Сталинская премия первой степени (1948) — за руководство цветной лабораторией на съёмках документального фильма «День победившей страны» (1947).